# Joseph Pilates
Joseph Pilates (ur. 9 grudnia 1883 w pobliżu Mönchengladbach, zm. 9 października 1967 w Nowym Jorku) – niemiecki sportowiec, twórca systemu ćwiczeń Pilates.
Był bardzo chorowitym dzieckiem. Cierpiał z powodu astmy i krzywicy. Nie poddawał się jednak i pokonywał swoje fizyczne ograniczenia uprawiając kulturystykę i gimnastykę. Ćwiczenia, które wykonywał systematycznie, okazały się tak skuteczne, że w wieku 14 lat został modelem do rysunków anatomicznych. Uprawiał wiele sportów, m.in.: narciarstwo, nurkowanie, gimnastykę.
W roku 1912 wyjechał do Londynu. Tam zarabiał na życie jako bokser, artysta cyrkowy, pracował również w szkole policyjnej jako instruktor samoobrony urzędników Scotland Yardu. 
Po wybuchu I wojny światowej został internowany wraz z innymi Niemcami na Wyspę Man. Pracując jako sanitariusz, zetknął się z wieloma pacjentami niepełnosprawnymi ruchowo. Konstruował dla nich specjalny sprzęt oparty na sprężynach mocowanych do łóżek szpitalnych, opracowywał program ćwiczeń i obserwował jak przebiega rehabilitacja.
Po wojnie Joseph wrócił do Niemiec. Jego metoda zyskała przychylność i ogromne zainteresowanie środowiska tancerzy, między innymi Rudolfa von Labana, którego system notacji tańca jest używany do dziś na całym świecie. Znana tancerka Hanya Holm zaadaptowała wiele ćwiczeń do swojego programu i są one do dzisiaj częścią tzw. "techniki Holm".
W roku 1926 Joseph Pilates przyjechał do USA. Podczas podróży do Stanów poznał pielęgniarkę Klarę, z którą później się ożenił. W Nowym Jorku Joseph i Klara założyli swój pierwszy zakład gimnastyki w budynku, w którym mieścił się "New York City Ballet".
Małżonkowie rozwijali metodę aż do śmierci Josepha w 1967 roku. Potem Klara, znana jako wspaniała nauczycielka metody Pilatesa, prowadziła jeszcze studio ćwiczeń przez kolejnych 10 lat, aż do swojej śmierci w 1977 roku. Joseph i Klara wykształcili swoich następców, którzy propagowali metodę w wielu krajach. Do najbardziej znanych należą: Kathy Grant, Lolita San Miguel, Ron Fletcher i Alan Herdmann.
Metoda Pilatesa zdobyła popularność nie tylko w Niemczech czy w USA, obecnie jest już zjawiskiem ogólnoświatowym. Korzystają z niej osteopaci, fizjoterapeuci, chirurdzy i kręgarze. Można ją, odpowiednio dobraną, stosować na wszystkich poziomach sprawności ruchowej.